# كريس دي وري
كريس دي وري (21 مايو 1981 بسينت- خيليس- فاس في بلجيكا - ) هو لاعب كرة قدم بلجيكي في مركز الوسط. لعب مع بيرسخوت إيه سي ورودا ياي سي وليرس وبيفيرين.

## روابط خارجية
- كريس دي وري على موقع قاعدة بيانات كرة القدم.إي يو (الإنجليزية)
- كريس دي وري على موقع Soccerway.com (الإنجليزية)
- كريس دي وري على موقع عالم كرة القدم.نت (الإنجليزية)